# Parasite Eve II
Parasite Eve 2 (яп. パラサイト・イヴ2 Парасайто Иву Цу:) — компьютерная ролевая игра с элементами survival horror, разработанная и выпущенная Square (ныне Square Enix) для игровой консоли PlayStation в 1999 году. Является сиквелом к игре Parasite Eve. С момента событий первой части прошло три года. Главная героиня Айя Бреа, обладательница мутировавших митохондрий, дающих ей особые способности, вступила в специальное подразделение под названием MIST, задачи которого — уничтожение вышедших из-под контроля Нео-Митохондриальных созданий (NMC) и сохранение их существования в секрете. Игра является второй в одноимённой серии игр.
Игра была перевыпущена в PlayStation Network для PSP и PS3. В японском PSN 24 ноября 2010 года, в европейском 2 июня 2011 года, в американском игра вышла 24 августа 2011, хотя ещё 10 июля игра получила рейтинг M от ESRB для консолей PSP и PS3.

## Игровой процесс

### Основное
В этой части игры сделан шаг в сторону экшна, теперь бои проходят целиком в реальном времени, то есть в отличие от первой части здесь отсутствует ATB ((Active Time Battle) при наличии которого игрок обязан выждать определённое время перед следующим ходом).
В задачу игрока входит исследование локаций, решение загадок своевременно поступающих в ходе развития сюжета, а по большей части поиск и уничтожение различного вида NMC. За уничтожение противника, игрок получает Bonus Point (BP) и Experience Point (EXP). За BP можно купить новое оружие, патроны, броню, аптечки или вспомогательные предметы. За EXP можно развивать Parasite Energy которая в разной степени помогает сражаться с противниками. Поле боя не имеет условных ограничений и каких либо «невидимых стенок» как в первой части, оно представляет собой всё доступное пространство текущей локации, будь то двор, коридор или комната. При неудачном ходе боя можно спастись бегством просто покинув текущую локацию. Многие бои не являются обязательными, но при этом нужно учитывать что бегство негативно влияет на рейтинг прохождения игры. При частом бегстве вскоре начинается дефицит EXP очков и BP очков, это ограничивает игрока в важном развитии Parasite Energy, а также мешает эффективно экипировать персонажа. Управление чуть более сложное, если сравнивать с первой частью. Персонаж может двигаться вперед, назад, поворачиваться, прицеливаться (подобно управлению в классической серии игр Resident Evil), и тем не менее атаковать противника совсем не трудно, так как с помощью прицела или определённых отметок игроку отчётливо видно зону поражения. Как правило, персонаж смотрит в сторону цели, однако если та перемещается слишком быстро, либо сам персонаж меняет диспозицию (к примеру, во время уклонения от вражеской атаки), то потребуется некоторое время, чтобы развернуться в нужную сторону и прицелиться снова, в чём и заключается основная сложность.
Графическое оформление игры в сравнении с первой частью значительно улучшено и ресурсы консоли PlayStation задействованы по максимуму.

### Оружие и Броня
В отличие от первой части игры, система вооружения приближена к реальности, при этом большинство единиц оружия скопировано с реально существующего и даже есть схожие свойства. Например итальянский автоматический M93R достаточно лёгок, с малой отдачей и быстрой перезарядкой позволяет сочетать удобное ведение огня и уклонение, а вот SP12 значительно замедляет персонажа своим весом и сильной отдачей.
Броня теперь обладает определённым соотношением добавляемого количества Heal Point (HP) и Mana Point (MP). Игроку нужно учитывать какими дополнительными свойствами она обладает (встроенный радар, защита от паралича и так далее). Особенное значение имеет количество слотов в броне, так как во время боя доступ есть только к ним, важно размещать в броне самое нужное (оружие, аптечки, вспомогательные предметы). В различных прохождениях игры, часто рекомендуют вкладывать ещё и патроны, хотя это не так важно, потому что при опустошении магазина перезарядить очень просто — достаточно нажать кнопку ведения огня. Также количество слотов можно увеличить с помощью специальных подсумков. В игре есть четыре предмета (они хорошо спрятаны), дающих уникальные бонусы при помещении в слоты брони.

### Parasite Energy
Помимо системы вооружения изменена система паразитической энергии. Некоторые игроки эту систему называют магией, но это ошибка. Паразитическая энергия вырабатывается мутировавшими митохондриями главного персонажа и делится на четыре стихии (огонь, вода, земля, воздух). Энергии стихий огня и воздуха требуют наведения — это не очень сложно, поскольку перед запуском будет показана траектория и площадь поражения. Энергии стихий воды и земли наведения не требуют, так как являются лечащими и защищающими энергиями. Активация энергии требует некоторого времени, в течение которого, персонажа может прервать любая вражеская атака. Также можно увеличивать уровень энергии, для этого необходимы EXP очки. При развитии энергии, персонаж увеличивает свой максимальный уровень MP. Максимальный уровень развития каждого вида энергии — третий. При максимальном развитии каждого вида энергии одной стихии, персонаж получает ещё и секретный тип энергии, который отличается небывалой мощностью, и эту же энергию можно развивать тоже до третьего уровня. Важным отличием от первой части является отсутствие регенерации MP (Mana Point) во время боя — некоторое её количество, зависящее от типов поверженных противников, выдается только после боя.

## Сюжет

### Acropolis Tower
Прошло три года с момента событий в Нью-Йорке. Айя переехала в Лос-Анджелес, где стала работать в MIST, секретном отделе Федерального Бюро Расследований. Внезапно поступил звонок о том, что в здании Акрополис-Тауэр (англ. Acropolis tower) происходят ужасные события. Прибыв туда, Айя видит убитых членов SWAT. Вскоре она находит первую выжившую, и видит, как она превращается в монстра (англ. Neo Mitochondrial Creatures). Так митохондрии добрались и до людей, ведь раньше заражались только животные. Приходит напарник Айи — Руперт и говорит, что здание заминировано членом отряда SWAT. Айя выясняет кто это — это некое существо под именем № 9. Здание взрывается, а Айя и Руперт успевают улететь на вертолете.

### Пустыня Мохаве
На следующий день поступает вызов о странных происшествиях, но уже из мотеля Драйфилд англ. Dryfield в пустыне Мохаве, штат Невада. Там Айя находит девушку которая аналогично девушке в Акрополис-Тауэр, превращается в мутанта. Затем сталкивается с последним жителем мотеля, старым военным по имени Дуглас и его псом Флинтом. Дуглас рассказывает ей про странный вход в старой и заброшенной шахте. Айя продолжает исследовать окрестности мотеля и встречает № 9. После битвы тот самовозгорается, а Айя теряет сознание. Придя в себя, она обнаруживает перед собой человека по имени Кайл Мэдиган и рассказывает ему о старой шахте. Они решают что пора уезжать, но это оказывается невозможным, так как монстры-Scavenger разрушили её автомобиль. Айя и Кайл просят у Дугласа его машину, но тот их предупреждает, что бензина нет. Айя находит его, и уставшая до смерти, ложится спать.
Она просыпается ночью и идет в душ, но слышит ужасно громкие шаги. Выйдя на балкон, она видит огромного монстра дышащего огнём из своей пасти. После долгого боя он умирает. Айя вместе с Кайлом уезжает в шахту, попрощавшись с Дугласом и Флинтом. После прибытия Кайла ранят, и Айя отбиваясь от монстров, просит его укрыться в шахте. Уничтожив их, она идет за Кайлом, но вскоре встречает огромного монстра-лошадь, в теле которого находит пистолет Кайла. Айя решает что Кайл — погиб. В шахтах она находит вход в Убежище…

### Shelter
Shelter (Убежище) большой и секретный, подземный комплекс, в котором создавались существа ANMC. Там же был создан NeoArk — сектор-имитатор естественной среды. Он имитирует Дождевые леса Амазонии, где сотрудники Убежища наблюдали поведение и развитие существ ANMC. Айя с трудом пробирается в Убежище и по крупицам собирает ужасные факты о данном месте. Вследствие чего как и любой чужак, попадает в смертельную опасность, но её спасает Кайл. С ним Айя бродит по канализации Убежища и находит ворота ведущие в Драйфилд. Там, на водонапорной башне, Айя встречает умирающего Пирса, который был атакован ANMC-москитами. Она успевает его спасти и отправляется обратно в Убежище, но Пирс тайно идёт за ней. Найдя компьютер в Убежище она узнаёт что все ANMC-монстры созданы на основе её клеток и митохондрий в них, некогда взятых Клампом в первой части игры. В этот момент звонит Пирс и говорит про NeoArk, и места где находятся его главные «Источники питания». Отключив, а точнее уничтожив их, она возвращается обратно и спускается на лифте в самую глубину Убежища, где сталкивается с огромным ANMC, который управляется маленькой девочкой по имени Ева (клоном Айи, созданной из её клеток). Айя убивает ANMC, узнаёт что над Евой ставили ужасные эксперименты и то что напала Ева не по своей воле. В этот момент Убежище уже кишит големами-охранниками, цель которых охранять убежище и не дать сбежать Еве. Но, Айя и Ева спасаются бегством, выбираются уже другим лифтом ведущим в NeoArk. Там Еву захватывает № 9, в погоне за ним Айе мешают големы-охранники, которые запрограммированы на защиту Убежища. В попытках найти Еву и № 9, Айя находит записку от Пирса, в которой он просит позвонить Джуди-девушке из оружейного отдела MIST. После чего Айя выходит из Убежища через главный вход, где её встречает рота големов, но их атакует и убивает взвод солдат ВВС, а после — разворачивает штаб. В штабе Айя докладывает старшему о ситуации, там же она встречает Джуди и Флинта — собаку Дугласа. Так как Ева ещё не найдена, по единственной улике (плюшевый медведь-игрушка Евы) с помощью Флинта, Айя отправляется обратно в Убежище и находит полуживого Пирса в морозильной камере големов. Пирс вместе с Флинтом уходит в штаб, а Айя отправляется в «реактор» Убежища, там находит Еву вместе с № 9 и Кайлом, где она узнаёт всю правду о происходящих событиях и Кайл стреляет в неё. В этот момент штаб сворачивается и по решению правительства, боевым спутником, наносится сокрушительный удар по Драйфилду и Убежищу, из-за чего разрушается кокон в котором развивался огромный и очень опасный ANMC. Ева, Кайл и № 9 падают вниз, Айя же остаётся наверху и принимает решение сражаться до конца, найти и спасти Еву которая так похожа на её погибшую сестру Майю. После боя с ANMC, рождается истинная форма сверх-существа. Айя убивает монстра и находит Еву живой, после чего Айю и Еву спасают.

## Персонажи
- Айя Бреа (англ. Aya Brea) — ранее работала в полиции Нью-Йорка, сейчас работает на ФБР в Лос-Анджелесе. Она является частью секретного подразделения MIST, которое выслеживает Нео-Митохондриальные Существа (NMC) и исследует их происхождение.
- Ева Бреа (англ. Eve Brea) — человек, созданный из клетки Айи. Очень похожа на Айю, однако представляет собой клон Айи. Но она всё ещё ребёнок.
- Пирс Кэррадайн (англ. Pierce Carradine) — является сотрудником MIST. Он является техническим гением в отделе, однако оружие в руках держать не умеет. Хороший друг Айи, попадает в разные передряги из-за нехватки практики.
- Руперт Бродерик (англ. Rupert Broderick) — напарник Айи, также служит в секретном отделе MIST. Когда-то NMC убили его жену и ребёнка, видимо, поэтому он выбрал этот род профессии. Айе он очень сильно напоминает её бывшего напарника-Дэниэля, но он недолюбливает Айю, за её странные сверх-спсобности.
- Джуди Буке (англ. Jodie Bouquet) — сотрудница MIST, которая отвечает за оружие и боеприпасы отдела. Иногда высмеивает Пирса за его неумение держать в руках оружие, хотя, к нему она не безразлична.
- Эрик «Хэл» Болдуин (англ. Eric "Hal" Baldwin) — командир подразделения MIST. Именно ему Айя докладывает обо всем по телефону. Очень зануден, не любит Айю, иногда сотрудники сравнивают его с «ожившим компьютером».
- Кайл Мэдиган (англ. Kyle Madigan) — частный детектив из Лос-Анджелеса, присланный неизвестным человеком. После встречи с Айей он «заигрывает» с ней, однако о своей жизни и целях — умалчивает.
- Гэри Дуглас и Флинт (англ. Gary Douglas & Flint) — одинокий житель Драйфилда, старый военный, собирает и чинит различные виды оружия. После того, как жители города либо пропали, либо уехали, он остался в городе показывая свой твердый характер. Очень любит свою собаку-Флинта. Судя по всему, Флинт породы бладхаунд.
- Номер 9 (англ. №9) — Агент неизвестной преступной организации, возможно как и все NMC был когда-то человеком, но теперь стал неким подобием Голема. Хотя, как видно, некие повадки человека у него всё же остались.

## Музыка
Музыкальное сопровождение для игры написала Наоси Мидзута. В декабре 1999 года оно было выпущено на двух компакт-дисках.
| №                   | Название                          | Длительность |
| ------------------- | --------------------------------- | ------------ |
| 1.                  | «Forbidden Power [Theme for Aya]» | 2:05         |
| 2.                  | «MIST»                            | 3:52         |
| 3.                  | «Aya Again»                       | 2:29         |
| 4.                  | «Don’t Move!»                     | 0:40         |
| 5.                  | «Nightmare in the Battlefield»    | 1:19         |
| 6.                  | «Deadly Calm»                     | 1:03         |
| 7.                  | «The First Encounter»             | 1:43         |
| 8.                  | «Tower Rendezvous»                | 1:51         |
| 9.                  | «Metamorphosis»                   | 2:19         |
| 10.                 | «Watch Out!»                      | 3:47         |
| 11.                 | «Ambush!»                         | 2:07         |
| 12.                 | «What the Hell Happened?»         | 3:03         |
| 13.                 | «Do Something!»                   | 1:27         |
| 14.                 | «Weird Man»                       | 2:31         |
| 15.                 | «Return to the Base»              | 1:42         |
| 16.                 | «Ghost Town»                      | 3:08         |
| 17.                 | «Hunt in Dryfield»                | 2:15         |
| 18.                 | «Don’t Shoot!»                    | 0:34         |
| 19.                 | «Douglas' Blues»                  | 3:19         |
| 20.                 | «Water Tower»                     | 1:56         |
| 21.                 | «Hiding Place»                    | 4:54         |
| 22.                 | «Dryfield»                        | 1:43         |
| 23.                 | «The Bottom of the Well»          | 2:17         |
| 24.                 | «Stealth Assault»                 | 2:18         |
| 25.                 | «Heaven-sent Killer»              | 2:22         |
| 26.                 | «The Depth of Aya’s Memory»       | 0:54         |
| 27.                 | «From Dusk Till Dawn»             | 1:49         |
| 28.                 | «Vagrants»                        | 1:56         |
| 29.                 | «Dark Field»                      | 4:46         |
| 30.                 | «Gigantic Burner»                 | 2:13         |
| 31.                 | «Douglas' Grief»                  | 4:06         |
| Общая длительность: | Общая длительность:               | 71:58        |

| №                   | Название                                  | Длительность |
| ------------------- | ----------------------------------------- | ------------ |
| 1.                  | «Voice of Mitochondria»                   | 2:30         |
| 2.                  | «Pick Up the Gauntlet»                    | 2:53         |
| 3.                  | «Abandoned Mine»                          | 3:56         |
| 4.                  | «Into the Shelter»                        | 1:54         |
| 5.                  | «Wipe Out the Creatures»                  | 2:33         |
| 6.                  | «Hold Your Breath»                        | 1:48         |
| 7.                  | «Crawling Waste Emperor»                  | 3:33         |
| 8.                  | «Chase»                                   | 1:29         |
| 9.                  | «A Sigh of Relief»                        | 0:51         |
| 10.                 | «Passing Through the Sewer, You’ll Find…» | 1:48         |
| 11.                 | «Battle on the Waterside»                 | 1:13         |
| 12.                 | «Inner Part of the Shelter»               | 2:07         |
| 13.                 | «Innermost of the Shelter»                | 2:03         |
| 14.                 | «Negative Heritage»                       | 1:10         |
| 15.                 | «Man Made Nature»                         | 0:57         |
| 16.                 | «Ark»                                     | 1:42         |
| 17.                 | «Fool’s Paradise»                         | 1:31         |
| 18.                 | «Mitochondria Reactor»                    | 1:10         |
| 19.                 | «Mental Deranger»                         | 0:51         |
| 20.                 | «Stalker»                                 | 1:23         |
| 21.                 | «Cruelty of Eve’s Fate»                   | 1:16         |
| 22.                 | «Killing Field»                           | 1:06         |
| 23.                 | «Golem Soldiers»                          | 2:57         |
| 24.                 | «Prestige of the Nation»                  | 1:37         |
| 25.                 | «Intrusion»                               | 5:10         |
| 26.                 | «Brace Yourself»                          | 2:38         |
| 27.                 | «Brahman»                                 | 3:20         |
| 28.                 | «Distorted Evolution»                     | 3:12         |
| 29.                 | «Logic of the Superpower»                 | 1:15         |
| 30.                 | «Aya’s Diary»                             | 1:37         |
| 31.                 | «Epilogue»                                | 1:03         |
| 32.                 | «Gentle Rays»                             | 3:51         |
| 33.                 | «Weird Man [Delete-Core Mix]»             | 5:10         |
| 34.                 | «Hiding Place [Comfortable Mix]»          | 5:07         |
| 35.                 | «OMAKE»                                   | 0:04         |
| Общая длительность: | Общая длительность:                       | 76:45        |

## Оценки
| Сводный рейтинг    | Сводный рейтинг |
| Агрегатор          | Оценка          |
| ------------------ | --------------- |
| GameRankings       | 78,46 %         |
| Metacritic         | 79 из 100       |
| Иноязычные издания |                 |
| Издание            | Оценка          |
| Edge               | 6 из 10         |
| Famitsu            | 30 из 40        |
| GameSpot           | 7,2 из 10       |
| IGN                | 6,9 из 10       |
| Bravo Screenfun    | 96 %            |